# Faraón
Faraón (en lenguas egipcias antiguas: pr-ꜥꜣ  paɾuwˈʕaʀ, en copto: ⲡⲣ̅ⲣⲟ Pǝrro, en griego: φαραώ Faraó, en hebreo: פרעה‎ Parʿō)  era el título dado al rey en el Antiguo Egipto. Para los antiguos egipcios, el primer faraón fue Narmer, denominado Menes por Manetón, quien gobernó hacia el año 3150 a. C. La última faraona fue Cleopatra, de ascendencia helénica, que reinó del año 51 al 30 a. C.
El título de «faraón», con su término en lenguas egipcias antiguas  pr-ꜥꜣ (paɾuwˈʕaʀ), ‘casa grande’, solo debería utilizarse en puridad, cuando Egipto llegó a ser un imperio, que se produjo a partir del Imperio Nuevo, más específicamente, a mediados de la Dinastía XVIII, posterior al reinado de Hatshepsut.
Los faraones fueron considerados seres casi divinos durante las primeras dinastías y eran identificados con el dios Horus.
A partir de la dinastía V también eran «hijos del dios Ra». Comúnmente no fueron deificados en vida, era tras su muerte cuando el faraón se unía con la deidad Osiris, que adquiría la inmortalidad y una categoría divina, siendo entonces venerado como un dios más en los templos.

## Etimología
Faraón en última instancia deriva del compuesto egipcio pr ꜥꜣ, /ˌpaɾuwˈʕaʀ/ ‘casa grande’ o ‘gran casa’, que era un sustantivo masculino. Está compuesta por dos jeroglíficos policonsonánticos pr ‘casa’ y ꜥꜣ ‘columna’,que aquí significa ‘grande’ o ‘alto’.
Se usó solo en frases más largas como smr pr-ꜥꜣ ‘Cortesano de la Casa Grande’, con referencia específica a los edificios de la corte o del palacio (similar al actual Kremlin de Rusia o la Casa Blanca). A partir de la Dinastía XII, la palabra aparece como expresión de deseo «Gran casa, que viva, prospere y esté en salud», pero nuevamente solo con referencia al palacio real y no a la persona. 
| O1 · O29 |

| O1 · O29 |

Durante el reinado de Tutmosis III (c. 1479-1425 a. C.), inmediatamente posterior al de Hatshepsut, en el Imperio Nuevo, después del gobierno extranjero de los hicsos durante el Segundo Período Intermedio, «faraón» pasó a ser la forma de tratamiento para la persona que reinaba.
La primera instancia en la que pr ꜥꜣ se usa específicamente para dirigirse al gobernante de turno es en una carta que va a Akenatón, quien reinó c. 1353-1336 a. C., que usa la frase «Gran casa, que viva, prospere y esté en salud». Durante la dinastía XVIII (siglos XVI al XIV a. C.), el título de faraón se empleó como designación reverencial del gobernante. Sin embargo, alrededor de la última dinastía XXI  (siglo X a. C.), en lugar de usarse sola como antes, comenzó a agregarse a los otros títulos antes del nombre del gobernante, y en la Dinastía XXV (siglos VIII a VII a. C.) fue, al menos en uso ordinario, el único epíteto prefijado al apelativo real.
Desde la Dinastía XIX (1292-1189 a. C.) en adelante, pr-ꜥꜣ se usó tan regularmente como ḥm, ‘Majestad’. El término, por lo tanto, evolucionó de una palabra específicamente para un edificio a una designación respetuosa para el gobernante.
La primera aparición datada del título de faraón que se adjunta al nombre de un gobernante ocurre en el año 17 del reinado de Siamón (978-959 a. C.) en un fragmento de los anales de los sacerdotes en Karnak. Aquí, una inducción de un individuo al sacerdocio de Amón está citado específicamente al reinado del faraón Siamón. Esta nueva práctica se continuó bajo su sucesor, Psusenes II y los reyes de la dinastía XXII.
Para aquel entonces, la palabra egipcia tardía se reconstruyó para que se pronunciara * [parʕoʔ] de donde Heródoto deriva el nombre de uno de los reyes egipcios al griego koiné: Φερων. En la Biblia, el título también aparece en hebreo como פרעה [parʕoːh] a partir de eso, en la versión septuaginta de la Biblia, se usa φαραώ, transliterado pharaō, y luego, en latín tardío, pharaō. El Corán también lo deletrea en árabe: فرعون transliterado firʿawn con «n» al final. El árabe combina el original ayin ع de Egipto junto con la «n» del griego. Su sonido actual en árabe sonaría como Fara-Áuna en español.
En el idioma inglés, al principio se deletreaba Pharao, pero los traductores de la Biblia del rey Jacobo utilizaron Pharaoh con «h» del hebreo. Mientras tanto, en el mismo Egipto, * [par-ʕoʔ] evolucionó al copto sahídico ⲡⲣ̅ⲣⲟ pərro y luego a ərro al confundir p- con el artículo definido el (del antiguo egipcio  pꜣ).
Otros epítetos notables son nswt, traducido a ‘rey’; jty para ‘monarca’ o ‘soberano’; nb para ‘señor’; y qꜣ para ‘gobernante’.

## Historia

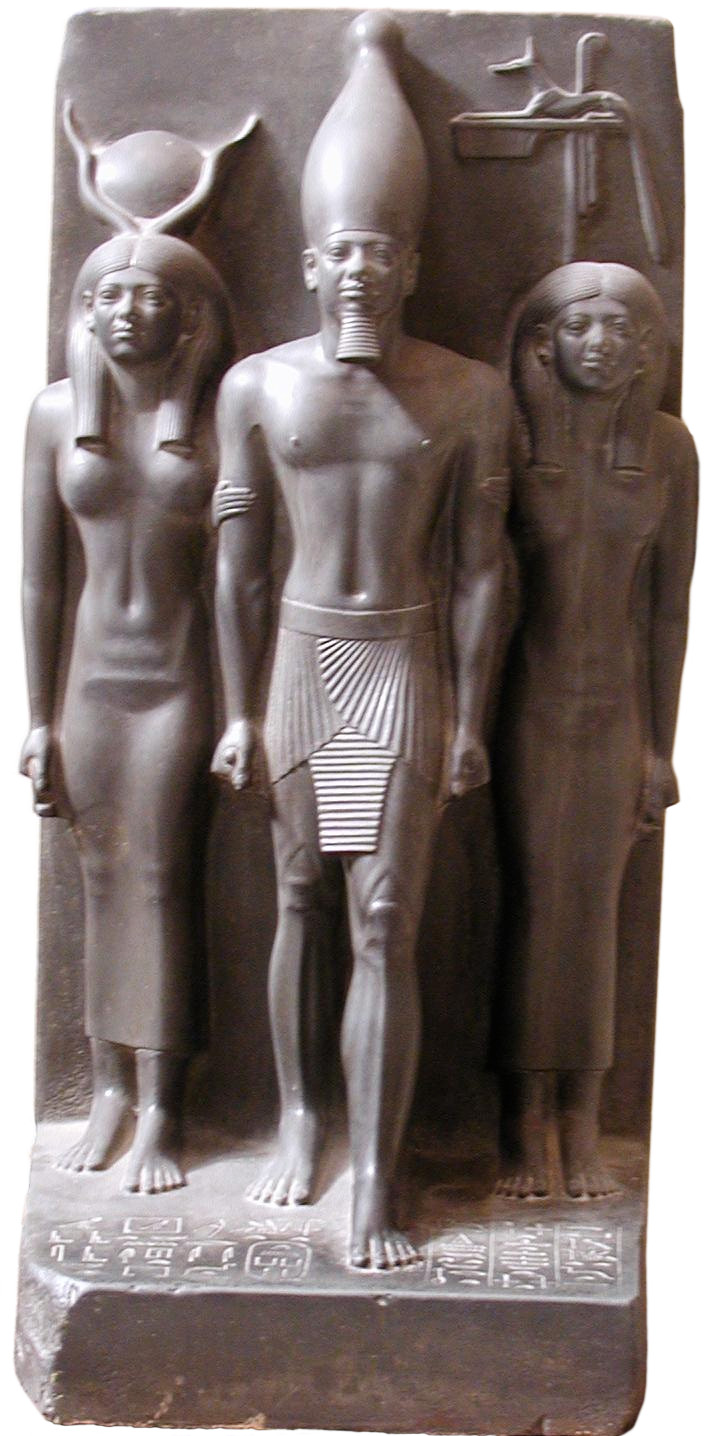
El faraón Menkaura. Museo de El Cairo.

La sucesión de faraones y la historia del propio Egipto vienen indisolublemente unidas y son tan complementarias entre sí que es imposible desconocer una de ellas y ser experto en la otra. Tanto es así, que incluso en los periodos más críticos, cuando la anarquía reinaba en muchas zonas del país, siempre había, al menos, un faraón que afirmaba ser el legítimo gobernante de la caótica nación en su extensa totalidad.
El sacerdote egipcio Manetón, que vivió en la época de los primeros reyes Ptolomeos (hacia el año 300 a. C.) recibió la orden real de redactar una historia de Egipto. Y, dado que actualmente se conocen los nombres de más de trescientos monarcas, es lógico que Manetón los agrupase en linajes o dinastías, denominación que los historiadores siguen utilizando como válida. Aunque es una gran desgracia para la historiografía que la obra de Manetón se haya perdido, afortunadamente quedan algunos fragmentos comentados por autores muy posteriores a él, que nos han permitido delimitar las treinta dinastías en las que Manetón dividió la historia de su longevo país.
Desde Menes, 3100 a. C., hasta el año 2600 a. C., la monarquía pasó por momentos de debilidad y seguía siendo cuestionada por la nobleza local. Así, no es de extrañar que en la dinastía II los reyes perdieran notablemente el poder y tuvieran que hacer frente a peligrosas revueltas que pusieron en peligro la estabilidad del país.
Imperio Antiguo
Sería solo de 2600 a 2200 a. C. cuando se consolida la institución y los reyes pasan a ser monarcas absolutos con derecho divino. Es la época dorada de la monarquía egipcia, conocida como Imperio Antiguo (aunque en realidad la denominación de imperio solo le quepa al Imperio Nuevo o a lo sumo al Imperio Medio), que acabaría de forma trágica ante la debilidad de los últimos reyes de la dinastía VI, momento en el que una vez más la nobleza y los gobernadores de los nomos tomaron el poder surgiendo principados independientes. Heródoto comenta: «después de la muerte de Nitocris, el país se hunde en un estado de inestabilidad, confusión y caos», iniciándose el denominado primer periodo intermedio de Egipto.
Imperio Medio
La situación tardaría más de un siglo y medio en restablecerse, y pese a que nuevamente una dinastía de reyes fuertes asumiría el control absoluto del país, con la dinastía XII, siguió existiendo el peligro constante de un golpe de Estado. Tanto es así que se sabe de, al menos, un monarca asesinado, Amenemhat I, por unos ambiciosos nobles. La ligera estabilidad del llamado Imperio Medio estallaría de forma similar a la del Imperio Antiguo, por la debilidad de los monarcas y el creciente poder de las clases dirigentes locales, a las que se añadiría la llegada a Egipto de pueblos cananeos, algunos de ellos violentos.
Imperio Nuevo
La siguiente etapa de calma y prosperidad no llegaría hasta el 1500 a. C., con el Imperio Nuevo, momento en el cual llegaron al poder los faraones mejor conocidos, que impulsaron la creación de un enorme imperio colonial en Siria-Palestina (Canaán) y Kush (Nubia), entrando en contacto con los otros pueblos del Oriente Próximo. Sin embargo, también estos reyes estuvieron acosados por un peligro que hacía tambalear sus tronos, que en este caso fue el de los sacerdotes de Amón, que habían adquirido mucho poder. El traslado de la capitalidad al Delta acabaría por convertir al Sumo sacerdote de Amón en rey independiente y daría al traste con la monarquía egipcia.
Periodo Tardío o Baja Época
Tras esta situación, Egipto no volvería a convertirse en un gran imperio. Desde la toma del poder de los sacerdotes de Amón hasta la llegada de una dinastía fuerte, la XXVI, pasaron más de cuatrocientos críticos años en los que convivieron dos, tres e incluso más faraones a un mismo tiempo, y el país fue invadido por libios, nubios y asirios. La dinastía XXVI trató de recuperar el esplendor del Imperio Antiguo, pero la inmediata conquista persa desbarataría todo. 
Tras ello, los invasores aqueménidas, macedonios y lágidas (estos últimos pertenecen a la llamada dinastía Ptolemaica) trataron de adaptarse a las costumbres del país y aceptaron ser deificados en vida.
Periodo Greco-Romano
El último faraón egipcio reconocido como tal fue la legendaria reina Cleopatra. El último rey nativo, Nectanebo II había gobernado trescientos años antes, y los faraones ptolemaicos, de origen extranjero, se aislaron en Alejandría y, aunque respetaron las tradiciones ancestrales del pueblo, no tardaron en convertirlos en semi-esclavos. Por ello, no es de extrañar que cuando Egipto pasó a formar parte del Imperio romano, los egipcios no dieran importancia al cambio: los verdaderos faraones habían abandonado a su país mucho tiempo atrás.

## Símbolos del faraón

### Coronas

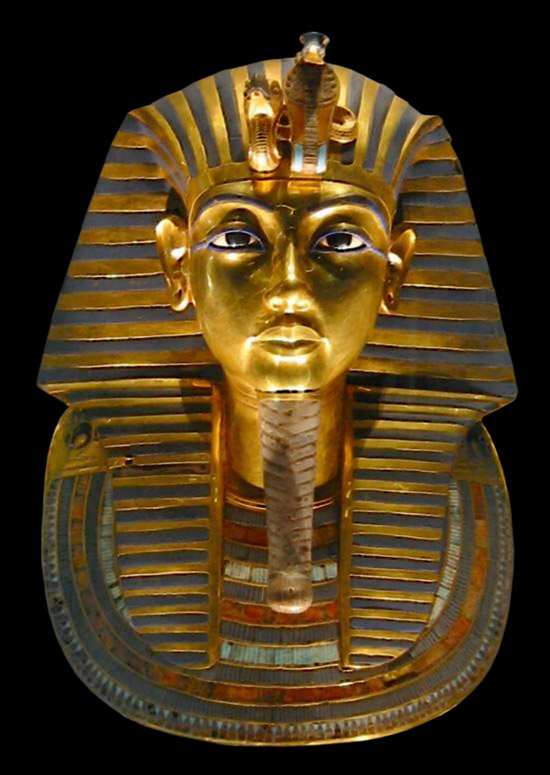
Máscara del faraón Tutankamón, en la que el rey-niño aparece tocado con el Nemes.

Sin duda, el elemento del vestuario mejor conocido de los faraones egipcios eran sus propias coronas, de las que existían numerosos ejemplos. Las más comunes y mejor conocidas son:

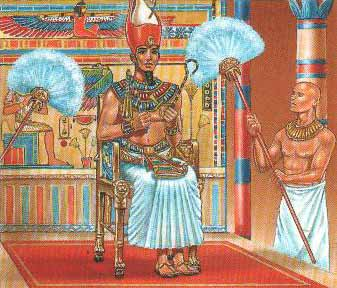
Ilustración de un faraón portando la Doble Corona.

- La Corona Hedjet o Corona Blanca, símbolo del Alto Egipto.
- La Corona Desheret o Corona Roja, símbolo del Bajo Egipto.
- La Corona Sejemty o Corona Doble, símbolo del Egipto unificado, es una superposición de las dos coronas anteriores.
- La Corona Atef o Corona Osiriaca, presente en algunos rituales de carácter funerario. Precisamente, el culto funerario era la esfera de influencia del dios Osiris.
- La Corona Jepresh o Corona Azul, de significado aún oscuro, pero muy utilizada a partir del Imperio Nuevo.
- La Corona Shuty o Corona Emplumada, que con el tiempo pasó a ser utilizada por las Grandes Esposas Reales y por las Divinas Adoratrices.
- La Corona Hemhem o Triple Atef, compuesta por tres coronas Atef y algunos complementos; parecía tener una función solar.

### Cetros
También existían diversas variedades, cada una de ellas con una sutil función que no hacía más que remarcar el poder del faraón sobre todo el mundo civilizado. Los más frecuentes son: 
- El Cetro Nejej, símbolo antiquísimo del estado, tenía la forma de un flagelo o mayal. Era muy utilizado en las ceremonias, y aparece con mucha frecuencia asociado al dios Osiris.
- El Cetro Heka es el eterno acompañante del Nejej. Su función era clara: como el pastor dirige al ganado con un cayado, el faraón lo «dirige» con el heka a todo su pueblo. El rey suele aparecer con los brazos cruzados y en cada uno de ellos porta uno de estos símbolos del poder. Reforzaba con ello varios posibles mensajes: «soy el señor de todas las tierras y rebaños de Egipto», «represento el poder temporal y espiritual». El Heka era un cetro también asociado a Osiris y con grandes poderes mágicos (la palabra Heka significa magia).
- El Cetro Sejem, utilizado tanto por reyes como por nobles, simbolizaba la fuerza y la energía mágica de su portador.

### Trono

El Cetro Nejej (flagelo), el Cetro Heka y el Nemes.

La ceremonia de la coronación se realizaba en Menfis, primera capital del reino unido, y comenzaba ascendiendo al heredero al rango de dios entregándole las insignias del cayado (Heka) y el látigo (Nejej), atributos del poder. Luego, tocado primero con la corona blanca del Alto Egipto, después con la roja del Bajo Egipto y finalmente con la doble corona, se sentaba en el trono hecho con papiros (símbolo del norte) y lotos (símbolo del sur).

### Otros símbolos del poder
No solo por su corona o por su cetro era reconocido el faraón. La larga historia y la compleja organización religiosa y ritual del Antiguo Egipto permitió desarrollar decenas de vestimentas, ornamentos y tocados reales, cada uno con una función específica:
- La barba postiza, utilizada por los faraones en las grandes ocasiones por su identificación una vez más con Osiris, considerado el primer gran monarca egipcio, y que era representado con una larga perilla similar a la que llevaban sus sucesores.
- El uraeus y el buitre: La cobra, animal característico de la diosa Uadyet, patrona del Bajo Egipto. El buitre era el animal característico de la diosa Nejbet, patrona del Alto Egipto. Así, las Dos Señoras representaban la unificación de las Dos Tierras en el ser del faraón.
- Cola de toro o de león, que remarcaba la potencia creadora del monarca.

Así como infinidad de tipos de collares, pendientes, cinturones, sandalias, vestiduras plisadas de lino y demás tipos de joyas que harían de la visión del faraón en toda su gloria un golpe de efecto para los modestos habitantes del Valle del Nilo.

## Entorno familiar

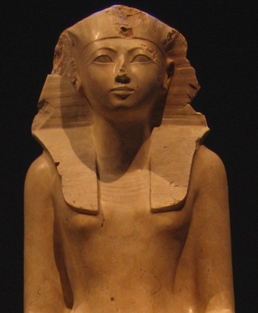
Escultura de la reina Hatshepsut, una de las pocas mujeres que acabarían gobernando como faraón en solitario.

Siempre, al lado del faraón, debía convivir su Gran Esposa Real, el equivalente a una reina y la transmisora del linaje real. 
La posición de Gran Esposa Real, en egipcio Hemet nise ueret, implicaba no solo una posición política a ocupar dentro de la corte, sino también una posición religiosa, ya que la Gran Esposa Real oficiaba de ritualista en variadas festividades.
Considerando que existían variados ritos distribuidos a través de la geografía del país de las Dos Tierras, estos involucraban al faraón y su principal esposa. Así, en los cultos que formaban tríadas como las de: Osiris, Isis y Horus; Amón, Mut y Jonsu; Shu, Tefnut y Atum, etc. cada uno implicaba la participación del faraón, su principal reina y en los casos donde era posible, de su heredero. En dichos ritos, que se expresaban mediante múltiples festividades como ser la fiesta de Opet en Karnak, la participación del rey y la reina daban un significado por emulación de la existencia divina de los dioses representados.
Y no solo ello: dado que los egipcios creían que la legitimidad solo podía poseerla una mujer, las Grandes Esposas Reales eran las garantías y el principal apoyo del faraón durante su reinado. Por tanto, no es de extrañar que los faraones se casasen con las hijas de su antecesor (en muchos casos estas hijas eran sus hermanas o sus medio hermanas) para poder ascender al trono.
A lo largo de la historia egipcia también hubo grandes reinas, algunas de las cuales llegarían incluso a asumir el poder absoluto a la muerte de sus maridos. Otras ocuparon un determinante papel político o religioso, y no se podrían entender muchas cosas de la historia egipcia sin tener en cuenta el poder que ocuparon estas damas a la sombra de sus esposos.
Aunque los antiguos egipcios eran normalmente monógamos, como otro símbolo de su poder y estatus el soberano tenía numerosas mujeres. Por debajo de las Grandes Esposas Reales, el faraón podía tomar tantas mujeres como quisiera, e incluso ascenderlas, si así lo quería, al rango de Gran Esposa Real (aunque esto sería infrecuente). En las primeras dinastías existirían numerosas esposas secundarias y concubinas, y ya a partir del Imperio Nuevo, los monarcas se encargarían de poseer enormes harenes en los que todo tipo de mujeres, incluidas las princesas extranjeras, pasaban a residir. Hay grandes diferencias entre los harenes faraónicos y los legendarios harenes utilizados por califas y sultanes: en el Antiguo Egipto los harenes reales eran una institución más abierta, no una cárcel de oro guardada por eunucos. Esta situación solo aparecería con la llegada de los persas y de los griegos.
En cuanto a la descendencia real y la sucesión al trono, las reglas no se mantuvieron inmutables a través de los miles de años que duró la investidura de faraón. Así, durante la Dinastía XVIII, al comienzo del Imperio Nuevo, surge con fuerza la posición de Hija del Dios, a quien se emparenta con el dios Amón, y se la eleva a Dadora de herederos, quedando identificada como la única que puede dotar de un sucesor al faraón reinante, por encima de las otras reinas de la Casa Jeneret (el harén real). No obstante, la sucesión normalmente se resolvía mediante un heredero masculino, aun cuando el mismo pudiera no ser hijo de la Gran Esposa Real, sino de una reina de menor rango. Si el sucesor provenía de una reina de menor rango, procedía a contraer enlace con una hija de la Gran esposa real del rey fallecido. Este fue el caso de Hatshepsut y Tutmosis II, de quien se sabe era hijo de una reina de menor rango. Esto se repetiría también con Tutankamón, quien se desposaría con una hija de Ajenatón y Nefertiti, que ocupaba la posición de Gran Esposa Real.
El futuro de las hijas dependía del rango de su madre: si eran hijas de una reina, podrían heredar su cargo o vivir en soltería; y si eran hijas de una esposa secundaria o de una concubina, podían casarse con algún noble o residir en el harén.

## Faraones célebres
A lo largo de tres mil años de civilización no es extraño encontrar todo tipo de reyes en el trono: grandes conquistadores, vagos e incapaces, megalómanos y egoístas, déspotas y tiranos, bondadosos y honestos, pacíficos y permisivos, niños y ancianos, avariciosos y mujeriegos.
Algunos de los faraones más célebres son:
| - Akenatón - Alejandro Magno (de facto) - Amenemhat I - Amenofis III - Amosis I - Cleopatra VII - Hatshepsut | - Kefrén - Keops - Micerino - Pepy II - Tutankamón - Tutmosis III | - Ptolomeo I - Ptolomeo III - Ramsés II - Ramsés III - Seti I - Zoser | - Narmer - Amenenhat III - Psamético I |

## Novela y cine
- Faraón, película polaca (en polaco, Faraón) de 1966, del director Jerzy Kawalerowicz.
- Faraón, novela del escritor polaco Bolesław Prus sobre la que se adaptó la película anterior.